# Claire Atangana Bikouna
Claire Atangana Bikouna est une avocate camerounaise, spécialiste du droit des affaires. Elle est désignée Bâtonnier par intérim du barreau du Cameroun en octobre 2020.

## Biographie
Claire Atangana Bikouna obtient son baccalauréat A4 en 1980 à l’École Chevreul De La Blancarde à Marseille. Elle est  titulaire d'une maîtrise en droit des affaires, option droit des assurances et également diplômée de droit et d'économie à l'Université Aix-Marseille III en France,.
En 1991, elle intègre le Barreau du Cameroun et s'associe à Me Eba'a Manga. Elle ouvre son cabinet en 2012. Ce cabinet spécialisé en droit des affaires est également compétent en droit civil, l'adoption internationale, le droit commercial, le droit pénal général, le droit du travail,.

## Carrière
Claire Atangana Bikouna a été deux fois membre du Conseil de l'Ordre des Avocats, d'abord de 2008 à 2012 et la seconde fois en 2015. Elle y est responsable de la formation des avocats en stage et représentante du bâtonnier dans les régions du Centre, du Sud et de l'Est.
Elle est  adhérente de l’Union Internationale des Avocats et Médiateur, au Centre Permanent de Médiation et d’Arbitrage du Centre Africain pour le Droit et le Développement. L'avocate est également administrateur de l’Agence de Promotion des Investissements du Cameroun (API). Membre de l’atelier de relecture critique du projet de Code Civil et du comité d’élaboration des textes sur l’urbanisme et l’habitat, elle fait aussi partie de la cellule de lutte contre la corruption dans un département Ministériel.
A 59 ans et avec 29 années d'ancienneté au Barreau, elle est  choisie comme Bâtonnier par intérim lors  de la session extraordinaire du Conseil de l’Ordre des Avocats au barreau du Cameroun, tenue le 7 octobre 2020. Ceci à  la suite  du décès de Me Charles Tchakounte Patie, Bâtonnier titulaire, survenu le 04 octobre 2020, des suites de maladie en France,,,,.
Au cours de ce mandat intérimaire, elle devient la coordonnatrice générale du projet "construire un meilleur barreau", présenté le 29 avril 2022 à la fondation Salomon Tandeng Muna à Yaoundé.
En 2022,  elle est parmi les  50 candidats en lice pour l'élection du nouveau Bâtonnier au Barreau du Cameroun, remportée par Mbah Eric Mbah,,.

## Voir Aussi